# Danville (Kentucky)
|  | Dieser Artikel wurde aufgrund von inhaltlichen Mängeln auf der Qualitätssicherungsseite des Projektes USA eingetragen. Hilf mit, die Qualität dieses Artikels auf ein akzeptables Niveau zu bringen, und beteilige dich an der Diskussion! Eine nähere Beschreibung der zu behebenden Mängel fehlt. |

Danville ist eine Stadt im Boyle County im US-Bundesstaat Kentucky, in den Vereinigten Staaten. Das U.S. Census Bureau hat bei der Volkszählung 2020 eine Einwohnerzahl von 17.234 ermittelt.
Hier findet sich der Verwaltungssitz des Boyle Countys. Danville war im 18. Jahrhundert de facto „Hauptstadt“ Kentuckys, als das Gebiet noch als Distrikt von Virginia zählte. Hier fand ebenfalls der erste Verfassungskonvent vor der Ernennung zum Bundesstaat statt.
Ursprünglich Gründungsort der „Transylvania University“, zog diese schon bald nach Lexington.

## Söhne und Töchter der Stadt
- Joshua Fry Bell (1811–1870), Politiker
- James G. Birney (1792–1857), Abolitionist, Politiker und Jurist
- James M. Birney (1817–1888), Politiker
- John Marshall Harlan (1833–1911), Richter am Obersten Gerichtshof der Vereinigten Staaten
- Harvey Helm (1865–1919), Politiker
- Edward W. Hoch (1849–1925), Politiker und Gouverneur von Kansas
- John Kincaid (1791–1873), Politiker
- Thomas M. Liggett (1944–2020), Mathematiker
- John Gaines Miller (1812–1856), Politiker
- John Michael Montgomery (* 1965), Country-Sänger
- John Norvell (1789–1850), Politiker
- Scott Pruitt (* 1968), Anwalt, Lobbyist und Politiker
- Hugh L. Scott (1853–1934), Generalmajor und Chief of Staff of the Army
- King Swope (1893–1961), Politiker
- Jacob Tamme (* 1985), American-Football-Spieler
- Pappy Van Winkle (1874–1965), Geschäftsmann
- Stanley „Fess“ Williams (1894–1975), Jazz-Musiker (Klarinette, Altsaxophon) und Bandleader
- Todd Duncan (1903–1998), Sänger (Bariton), Gesangspädagoge, Schauspieler und Bürgerrechtsaktivist
- Phil Woolpert (1915–1987), Basketballtrainer